# Abelspora
Abelspora är ett släkte av svampar, med en enda art, Abelspora portucalensis. Abelspora ingår i familjen Abelsporidae, ordningen Microsporida, klassen Microsporea, divisionen Microspora och riket svampar.
| Abelspora | \| \| Abelspora portucalensis \| \| \| \| |
|           | \| \| Abelspora portucalensis \| \| \| \| |
|           | Abelspora portucalensis                   |
|           |                                           |

|  | Abelspora portucalensis |
|  |                         |